# Glenentela costata
Glenentela costata es una especie de coleóptero de la familia Zopheridae.

## Distribución geográfica
Habita en Nueva Zelanda.